# Karl Kögel
Karl Georg Kögel (* 26. Oktober 1917 in Füssen; † 1945 in Italien) war ein deutscher Eishockeyspieler.

## Karriere
Karl Kögel spielte auf Vereinsebene für den EV Füssen und den SC Riessersee. Mit Letzterem gewann er in den Spielzeiten 1938 und 1941 jeweils den deutschen Meistertitel. Beim 2:1-Finalsieg gegen den LTTC Rot-Weiß Berlin erzielte er 1941 das entscheidende zweite Tor für den SC Riessersee zum zwischenzeitlichen 2:0. Für seine Leistungen wurde er mit der Aufnahme in die Hockey Hall of Fame Deutschland geehrt. Zum 1. Januar 1938 war er der NSDAP beigetreten (Mitgliedsnummer 6.094.185).

### International
Für die deutsche Eishockeynationalmannschaft nahm Kögel an den Olympischen Winterspielen 1936 in Garmisch-Partenkirchen teil.

## Erfolge und Auszeichnungen
- 1938 – Deutscher Meister mit dem SC Riessersee
- 1940/41 – Deutscher Meister mit dem SC Riessersee